# Özge Nur Çetiner

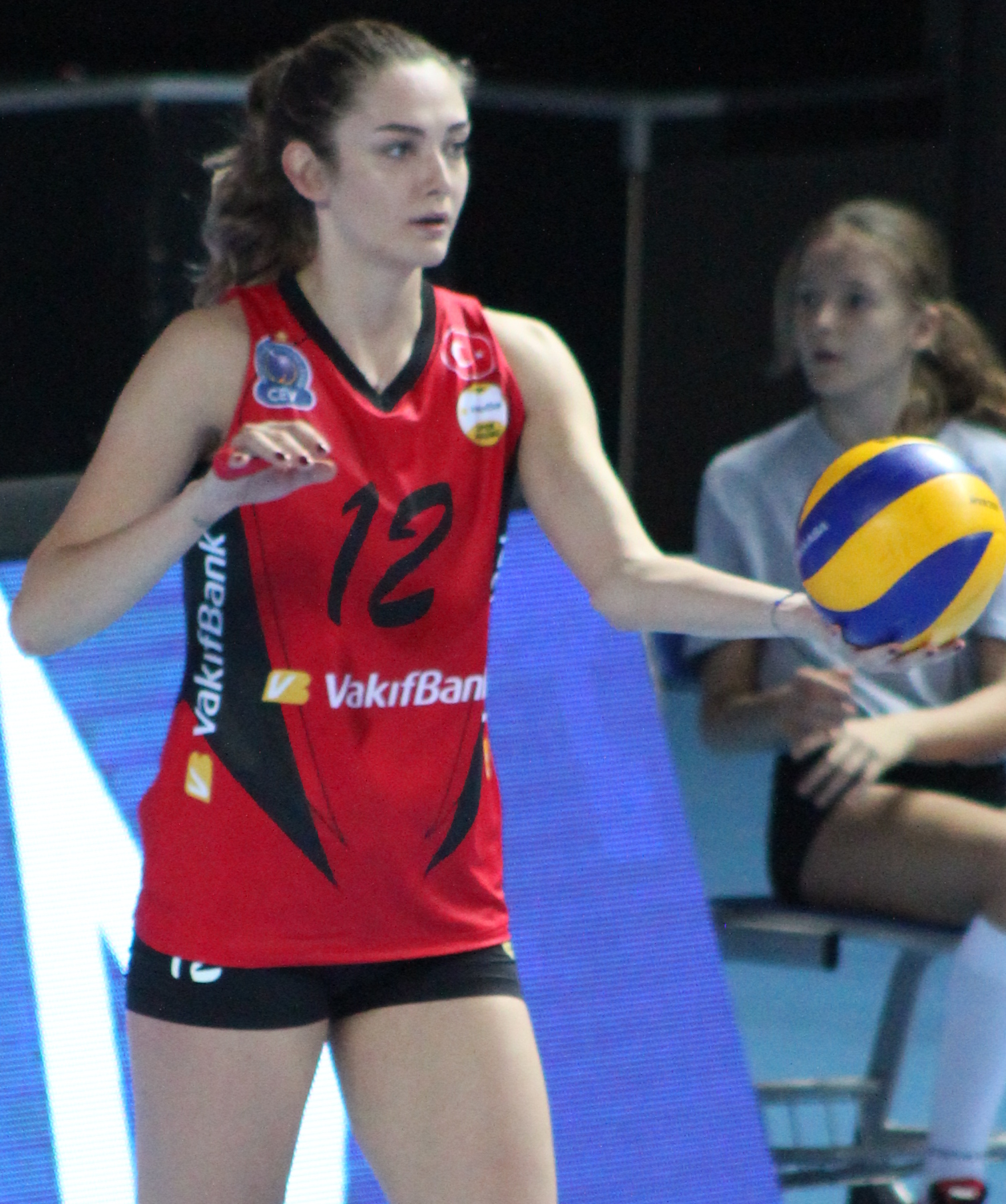
Özge Nur Çetiner zawodniczką VakıfBanku Stambuł

Özge Nur Çetiner, panieńskie Yurtdagülen (ur. 6 sierpnia 1993 w Stambule) – turecka siatkarka, reprezentantka kraju, grająca na pozycji środkowej.
20 czerwca 2020 poślubiła Ege Doruka Çetinera.

## Kariera klubowa
| Kariera juniorska | Kariera juniorska             | Kariera juniorska | Kariera juniorska | Kariera juniorska | Kariera juniorska | Kariera juniorska | Kariera juniorska | Kariera juniorska | Kariera juniorska | Kariera juniorska |
| ----------------- | ----------------------------- | ----------------- | ----------------- | ----------------- | ----------------- | ----------------- | ----------------- | ----------------- | ----------------- | ----------------- |
| Lata              | Klub                          |                   |                   |                   |                   |                   |                   |                   |                   |                   |
| 2009–2012         | Yeşilyurt Stambuł             |                   |                   |                   |                   |                   |                   |                   |                   |                   |
| Kariera seniorska |                               |                   |                   |                   |                   |                   |                   |                   |                   |                   |
| Lata              | Klub                          |                   |                   |                   |                   |                   |                   |                   |                   |                   |
| 2012–2013         | Galatasaray Daikin Stambuł    |                   |                   |                   |                   |                   |                   |                   |                   |                   |
| 2013–2014         | Yeşilyurt Stambuł             |                   |                   |                   |                   |                   |                   |                   |                   |                   |
| 2014–2015         | Galatasaray Daikin Stambuł    |                   |                   |                   |                   |                   |                   |                   |                   |                   |
| 2015–2016         | Sarıyer Belediyesi            |                   |                   |                   |                   |                   |                   |                   |                   |                   |
| 2016–2017         | VakıfBank Stambuł             |                   |                   |                   |                   |                   |                   |                   |                   |                   |
| 2017–2019         | Nilüfer Belediyespor          |                   |                   |                   |                   |                   |                   |                   |                   |                   |
| 2019–2021         | THY Stambuł                   |                   |                   |                   |                   |                   |                   |                   |                   |                   |
| 2021–2022         | Mert Grup Sigorta             |                   |                   |                   |                   |                   |                   |                   |                   |                   |
| 2022–2024         | Aydın Büyükşehir Belediyespor |                   |                   |                   |                   |                   |                   |                   |                   |                   |
| 2024–             | Bahçelievler Belediyespor     |                   |                   |                   |                   |                   |                   |                   |                   |                   |

## Sukcesy klubowe
Liga turecka:
- 2013, 2017, 2021

Klubowe Mistrzostwa Świata:
- 2017
- 2016

Liga Mistrzyń:
- 2017

## Sukcesy reprezentacyjne
Liga Europejska:
- 2014

Mistrzostwa Świata U-23:
- 2015

Volley Masters Montreux:
- 2016

Igrzyska Śródziemnomorskie:
- 2018